# Fenilalanina amoniaco liasa
La fenilalanina amoniaco liasa (EC 4.3.1.24) es una enzima que cataliza una reacción que convierte la L-fenilalanina (L-Phe) en amoniaco y ácido trans-cinámico:
L-fenilalanina {\displaystyle \rightleftharpoons } ácido trans-cinámico + NH3
La fenilalanina amoniaco liasa (PAL) es el primer paso comprometido en la ruta de los fenilpropanoides y, por lo tanto, participa en la biosíntesis de los compuestos polifenólicos como los flavonoides, fenilpropanoides y lignina en las plantas. La fenilalanina amoniaco liasa se encuentra ampliamente distribuida en el reino vegetal, así como en algunas bacterias, levaduras y hongos, con isoenzimas presentes en muchas especies diferentes. Tiene una masa molecular en el rango de 270 a 330 kDa. La actividad de la PAL se induce drásticamente en respuesta a diversos estímulos, como heridas en los tejidos, ataque de patógenos, luz, bajas temperaturas y fitohormonas. La PAL se ha estudiado recientemente por sus posibles beneficios terapéuticos en seres humanos afectados por fenilcetonuria. También se ha utilizado en la generación de L-fenilalanina como precursor del edulcorante aspartamo.
Esta enzima es un miembro de la familia amoniaco liasa, que escinde los enlaces carbono-nitrógeno. Al igual que otras liasas, la PAL requiere solo un sustrato para la reacción directa, pero dos para la inversa. Se cree que es mecánicamente similar a la enzima relacionada histidina amoniaco liasa (EC 4.3.1.3, HAL). El nombre sistemático de esta clase de enzimas es L-fenilalanina amoniaco liasa (formadora de trans-cinamato). Anteriormente, se designó EC 4.3.1.5, pero esa clase se ha redesignado como EC 4.3.1.24 (fenilalanina amoniaco-liasas), EC 4.3.1.25 (tirosina amoniaco-liasas, TAL) y EC 4.3.1.26 (fenilalanina/tirosina amoniaco-liasas, PTAL). Otros nombres de uso común incluyen tirasa, fenilalanina desaminasa, tirosina amoniaco-liasa, L-tirosina amoniaco-liasa, fenilalanina amonio-liasa, PAL y L-fenilalanina amoniaco-liasa.
La fenilalanina amoniaco liasa es específica de L-fenilalanina y, en menor grado, de L-tirosina. La reacción catalizada por PAL es una reacción de eliminación espontánea en lugar de una desaminación oxidativa.